# Гангца
Гангца́ (кит. упр. 刚察, пиньинь Gāngchá, палл. Ганча) — уезд Хайбэй-Тибетского автономного округа провинции Цинхай (КНР).

## География
В степи Харгай обитают дзерены Пржевальского, лисы и дикие собаки.

## История
Во времена Китайской республики эти земли были известны как «Гангцаская тысячедворка» (刚察千户区).
В 1950 году был создан Гангцаский народный комитет. В 1952 году был образован Рабочий комитет района Гангца. 31 декабря 1953 года был образован Хайбэй-Тибетский автономный район (海北藏族自治区), и уезд Гангца, созданный на территории, подчинявшейся Рабочему комитету района Гангца, вошёл в его состав. В 1955 году Хайбэй-Тибетский автономный район был переименован в Хайбэй-Тибетский автономный округ.

## Административное деление
Уезд Гангца делится на 2 посёлка, 3 волости.

## Экономика
В уезде развиты отгонное животноводство, беспочвенное земледелие (гидропонные фермы) и сельский туризм. 